# Herzogobryum atrocapillum
Herzogobryum atrocapillum là một loài rêu tản trong họ Gymnomitriaceae. Loài này được (Hook. f. & Taylor) Grolle miêu tả khoa học lần đầu tiên năm 1966.